# Bélgica nos Jogos Olímpicos de Verão de 1972
A Bélgica participou dos Jogos Olímpicos de Verão de 1972 em Munique, na antiga Alemanha Ocidental.